# Ronda (Cebu)
Ronda è una municipalità di quinta classe delle Filippine, situata nella Provincia di Cebu, nella Regione del Visayas Centrale.
Ronda è formata da 14 baranggay:
- Butong
- Can-abuhon
- Canduling
- Cansalonoy
- Cansayahon
- Ilaya
- Langin
- Libo-o
- Malalay
- Palanas
- Poblacion
- Santa Cruz
- Tupas
- Vive